# 原采蘋
原 采蘋（はら さいひん、寛政10年4月（1798年） - 安政6年10月1日（1859年10月26日））は、江戸時代後期の女流詩人。名は猷（みち）。采蘋は号で、他に霞窓などを名乗る。江馬細香・梁川紅蘭らとならぶ、江戸後期の女性漢詩人の代表的人物。男装、帯刀の女流詩人として知られる。采蘋は亀井小栞、二川玉篠とあわせて「筑前三閨秀」とよばれる。

## 生涯
1798年（寛政10年）筑前の秋月藩に仕える儒学者の父・原古処と母・ゆきの娘として生まれる。兄と弟が病弱だったため父から期待され、漢文・詩・書道について教えを受けた。15歳の頃、古処が政変に巻き込まれて職を解かれ、20歳にして天城詩社に入って父の代講を務めた。23歳で父に同行した際は広瀬淡窓を訪ね、咸宜園の子弟と唱和する。25歳で江戸行きを決意し、父から「不許無名入故城」の餞別詩を送られる。その後、菅茶山や頼山陽と交流するが、父の重病のため一時帰郷する。30歳で父が亡くなると再び江戸へ向かい、梁川星巌や頼杏坪と交流した後、江戸に20年ほど滞在し『有喭楼日記』を記す。母の病気のため、一時帰郷するが、萩で客死するまで遊歴を続けた。男装のまま各地を旅し、生涯独身を通した。1859年（安政6年）、長州藩の萩へ土屋蕭海を訪ねたが、同地で病を得て客死。享年62。墓は西念寺（福岡県朝倉郡秋月町）と光善寺（山口県萩市）にある。
地元の九州一円のみならず、西国や京都・大坂はもちろん東は江戸・房総半島まで足を伸ばしており、その間各地の高名な詩人と交流した。彼女と詩文を交換した詩人・学者として菅茶山・頼山陽・梁川星巌・佐藤一斎・松崎慊堂らがいる。

## 人物・著作
- 亀井南冥の門下だった父古処と南冥の息子昭陽は親交があり、互いの娘少琹と采蘋も互いに行き来していて仲が良かった。亀井家と原家の親交は深く、親族のようだったとの記述もある。また、2人は幼い頃より、詩文に才能を開花させていたことも似通っている[6]。
- 父が生存中の文政8年（1825年）、父から「不許無名入故城」（有名になる前に故郷に帰るのを許さず）との句が入った詩を贈られたため、ほとんど故郷へは帰らず、旅の人生を送ったという。
- 江戸には長く滞在し、母を故郷から招こうとしたが、秋月藩から認められなかった。老母が病気になるに及んで故郷へ帰り、看病のかたわら私塾を開くが、母の没後は再び旅に出ている。
- 悲願である父の詩集の出版は、果たされることはなかった。
- 自身の詩集として『東遊漫筆』『采蘋詩集』等の著がある。
- 男の身なりで行動しただけではなく、当時の武家の女性としては破天荒とも思われる豪放磊落な性格で、酒好きでも知られたという。以下のように酒に関する詩文も残されている。

| 呼酒       |                             |
| 酒唯人一口 | 酒はただ 人と一口           |
| 戸錢不須多 | 戸銭 多くをもちいず         |
| 詩思有時渇 | 詩思いて 時に渇くことあらば |
| 呼杯醉裏哦 | 杯を呼びて 酔裏に口ずさむ   |

## 評伝
- 小谷喜久江『女性漢詩人 原采蘋 詩と生涯 孝と自我の狭間で』 （笠間書院、2017年）ISBN 4305708450
- 小谷喜久江『楊花飛ぶ 原采蘋評伝』（九夏社、2018年）ISBN 4909240012

## 関連作品
- 諸田玲子『女だてら』（KADOKAWA、2020年）ISBN 4041094224